# أوغسطين جبرين
أوغسطين جبرين (بالإنجليزية: Augustine Jibrin)‏ هو لاعب كرة قدم نيجيري في مركز قلب الدفاع، ولد في 7 أكتوبر 1988 في نيجيريا. لعب مع نادي فآسا.

## وصلات خارجية
- أوغسطين جبرين على موقع قاعدة بيانات كرة القدم.إي يو (الإنجليزية)
- أوغسطين جبرين على موقع Soccerway.com (الإنجليزية)